# Wikipedia en tongano
Wikipedia en tongano es la edición en tongano de la enciclopedia Wikipedia. Al igual que las versiones de Wikipedia que existen en otros idiomas, es una enciclopedia de contenido libre. 
La edición se inició en enero de 2004, y es una de las cuatro versiones de Wikipedia en un idioma polinesio con más de mil artículos, los otros tres son Wikipedia en maorí, Wikipedia en hawaiano y Wikipedia en tahitiano. 
El 31 de mayo de 2016, la Wikipedia en tongano contaba con 1682 artículos y, el 21 de marzo de 2020, con 1738.